# 河北路街道
河北路街道，是中华人民共和国河北省唐山市路北区下辖的一个乡镇级行政单位。

## 行政区划
河北路街道下辖以下地区：
河北里第二社区、河南里第一社区、河南里第二社区、河南里第三社区、河北里第一社区、水机厂西社区和永庆里社区。